# Johan Ludvig Nathansen
Johan Ludvig Nathansen (5. april 1870 i København – 24. april 1922 på Frederiksberg) var en dansk overretssagfører. Han var stifter af Dansk Fægte-Forbund og Dansk Svømme og Livrednings Forbund; begge blev stiftet i 1907. Han var formand for Danmarks Idræts-Forbund fra 1909 til sin død i 1922. Han var også en overgang formand for Dansk Atletik Forbund.
Johan Ludvig Nathansen var søn af redaktør ved Berlingske Tidende Moritz Nathansen, blev student fra Metropolitanskolen 1887, cand.jur. 1893 og overretssagfører 1897.
Han var fra barnsben meget sportsinteresseret og en dygtig gymnast. Desuden arbejdede han i en periode som sportsjournalist ved Berlingske Tidende.
Han blev Ridder af Dannebrog 1912 og Dannebrogsmand 1921.
Han var gift med Ebba Nathansen og havde en søn. Han var kun 52 år gammel, da han døde af hjertelammelse. Han var konverteret fra jødedommen til protestantismen og er begravet på Frederiksberg Ældre Kirkegård.